# Тешко је поверовати док не видиш
Тешко је поверовати док не видиш (фр. Le voir pour le croire) је друга епизода прве сезоне серије Код Лиоко.

## Опис
Епизода почиње тако што инжењер-руководилац из локалнe нуклеарне централе подучава ђаке на академији Кадик о основним радњама и сигурносним мерама нуклеарних фабрика. Већина ученика је сморена, док Џереми пита да ли је могуће употребити виртуелне честице при материјализацији у стваран свет оваквим процесима, Од и Улрик знају да он тражи начин да побољша програм за материјализацију. Ипак, професор му каже да је то само у домаху научне фантастике. Госпођа Херц коментарише да је Џереми савршен ученик, али мало и сањари, на шта се остали смеју. Изненадно, нестало је струје која напаја пројектор. Професорка остале уверава да је у питању прегревање.
Након часа стиже Јуми и разговарају да је можда за кратак спој одговоран Ксена. Господин Делмас стиже и каже Оду да ће моћи да оснује музичку групу „Прогресивни поп рок“ (иако је он назвао групу „Фокстрот фанатици“) докле год они дозволе да сви заинтересовани покушају. Џереми није у групи, а и хоће да ради на програму за материјализацију. Он касније разговара са Аелитом и помиње шта се десило и активира скенер. Аелита је рекла да није осетила ништа необично у Лиоку.
У међувремену у трпезарији, Од дели флајере за групу, чак и Џиму. Међутим, одбија да да један Николасу. Касније Од бира шта ће из аутомата, коментарише да је супа одвратна и Улрик брзо притиска тастер за супу. Ипак, само две-три капи су исцуриле. Џереми опет сумња у низак напој струје. Касније, у аудитивној сали, одржана је аудиција. Први кандидат је Емануел Милард, мада им се не допада хеви метал за групу. Потом стиже Наоми Нгјен. Привлачи Ода, мада је нова у свирању бубњева и свима осим Оду није се добро показала. У међувремену, Џереми је установио да је у пилону поред школске капије акумулирано чак 400.000 волти високог напона. Аелита му се јавила, али око пет секунди након што се конверзациони прозорчић отворио, струја је нестала. Џереми трчи до школске капије и види да око пилона лете плаве искрице.
Џереми иде до својих пријатеља и говори им шта се дешава. Баш тад, стиже Сиси са својим пратиоцима. Од не верује да Николас уме да свира бубњеве, али на крају га пуштају и показује да је за бубњеве стварно мајстор. Затим стиже Џим са тромбоном. У међувремену, Џереми стиже у фабрику, баш кад Аелита осећа јаке пулсације: Ксена је активирао торањ у пустињском региону. Џереми схвата шта је Ксенин план и ужаснут је. Групи изгледа да није потребан тромбониста и добија позив од Џеремија. Одмах одлазе у фабрику.
Чим су стигли, Џереми је групи саопштио да, када Ксена акумулира милион волти у пилону, усмериће ту енергију на нуклеарну централу. Када се то деси, Ксена ће моћи да разнесе одређену територију око нуклеарне централе, што ће се десити ако не успеју у Лиоку. Јуми каже да власти морају бити упозорене, али ће морати све да им кажу, а када Ксена буде откривен, угасиће суперкомпјутер, а самим тим и Аелиту. Долази до гласања и превагнула је страна за, услед Аелитине жеље да не умре хиљаду људи само како би се она спасила. Од и Улрик бивају виртуелизовани у Лиоко. Јуми иде да упозори власти.
Јуми налази директора, гђу Херц и инжењера како би им саопштила да ће централа експлодирати. У међувремену, Ода, Улрика и Аелиту пулсације воде до оазе, али торањ не могу наћи. Јуми нису поверовали, док је акумулација пилона стигла до 85%.
У Лиоку сви нервозно седе око оазе. Од баца каменчић у воду и просто упадне уместо да заталаса воду. Схвата да то није вода већ површински слој и ускаче. Улрик и Аелита га прате и стигли су до торња, који су чувале крабе. Аелита покушава да побегне и Од се жртвовао. Улрик је победио једну, али је акумулација стигла до 95%.
У међувремену, Јуми објашњава све електричарима код пилона и изгледа да јој скоро верују, али онда је питају како зна да ће се то десити. Улрик је поразио друге две крабе и Аелита улази у торањ. Пилон стиже до 100% и Ксена је усмерио енергију на централу, али је Аелита у последњој секунди деактивирала торањ. Џереми стартује повратак у прошлост.
Након повратка, група (Од као гитариста, Николас као бубњар, Улрик за клавијатуром, Јуми за микрофоном и Џим као тромбониста) изводе песму Mystery Girl, која је заправо о Аелити. Џереми коментарише да је енергија „супер нуклеарна“ и да ће „дићи град у ваздух“. Епизода се тако завршава.

## Емитовање
Епизода је премијерно емитована 10. септембра 2003. у Француској. У Сједињеним Америчким Државама је емитована 20. априла 2004.